# Pringles

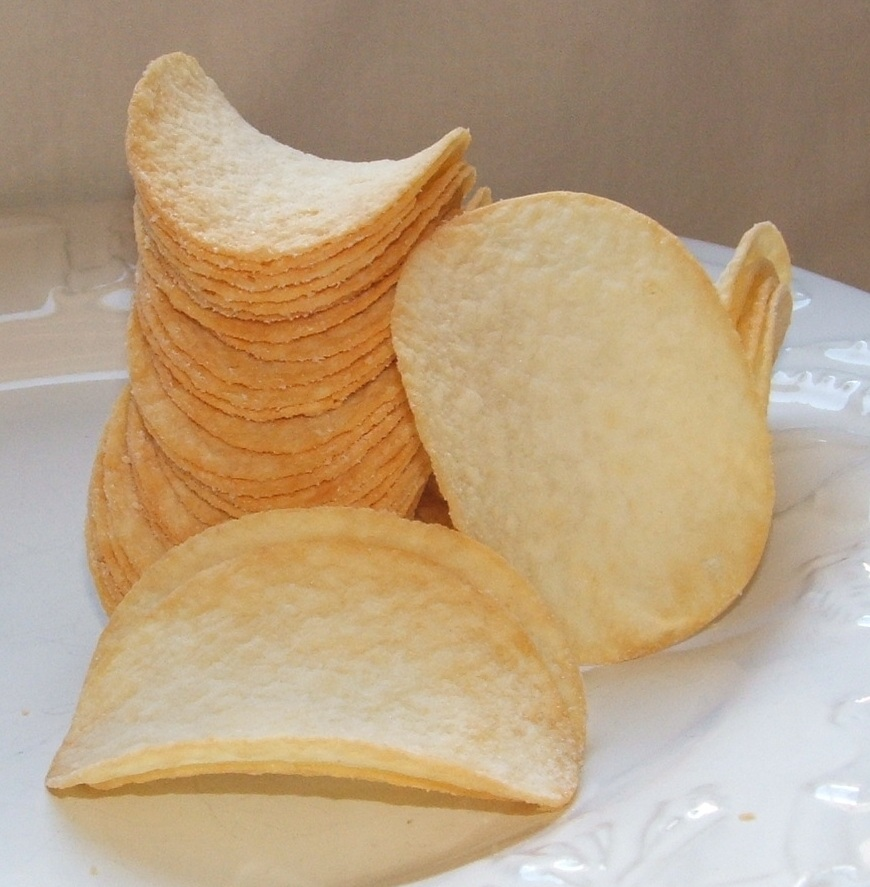
Pringles

A Pringles egy chips, amelyet a Kellogg Company gyárt 2012-től. A Lay's, a Doritos és a Cheetos után a negyedik legnépszerűbb snack márkanév. Több mint 140 országban kerül forgalomba, jellegzetes henger alakú, kör keresztmetszetű dobozban. A márka imázsának fontos része mind a  PRINGLES szó és a nagybajuszos férfifej ábrája, amelyek a világ legtöbb országában  védjegyként vannak lajstromozva.

## Története
A termék eredeti neve "Pringles Newfangled Potato Chips'. Eredetileg a Procter & Gamble amerikai cég fejlesztette ki és hozta forgalomba 1968-ban. 2012-ben a termék globális piaci részesedése 2,2% volt. Ugyanebben az évben a Procter & Gamble eladta a védjegyet és a terméket a Kellogg cégnek. Magyarországon a 2000-es évek vége felé jelent meg.[forrás?]

## Változatai
Több változata van, pl. Original, Sour Cream and Onion, BBQ (barbecue), Paprika, Hot and Spicy, Pringles Xtreme. 

## Reklámozás
Amikor megjelent egy új film (például a Pókember 3.), akkor a Pringlesből is készült a film színeibe burkolt változat.
Reklámjainak több szlogenje közül  a leghíresebb : „Once you pop, the fun doesn't stop”.
A Super Bowl szünete közben reklámozták az uborkás (Pickle Rick) ízű Rick and Morty-s limitált kiadását amit 2020. február 2-án mutattak be.